# Bosanska zvončika
Bosanska zvončika ili hofmanova zvončika (lat. Campanula hofmannii; sin. Symphyandra hofmannii) je bosanskohercegovački biljni (steno)endem iz porodice zvončikovki.
Bosanska zvončika je rasprostranjena u srednjoj Bosni: područje srednjeg toka rijeka Vrbas i Bosne, na planini Vranici i kod Brčkog. Prvi ju je otkrio njemački botaničar Otto Sendtner u proljeće 1847. godine na vapnenastim stijenama kod Srebrenika nedaleko Tuzle. Sendtner ju je zamijenio za sličnu biljku, pa je bosansku zvončiku tek 1881. godine opisao kao novu vrstu mađarski botaničar József Pantocsek.